# Genowefa Błaszak
Genowefa Błaszak z domu Nowaczyk (ur. 22 sierpnia 1957 w Książu Wielkopolskim) – polska lekkoatletka.

## Kariera
Zawodniczka MKS Śrem, Orkanu Poznań i Chemika Kędzierzyn Koźle. Wielokrotna reprezentantka Polski w biegach na 400 m ppł, 400 m i w sztafecie 4 × 400 m. Olimpijka z Seulu (1988). 
2-krotna brązowa medalistka mistrzostw Europy w sztafecie 4 × 400 m (Praga 1978 – 3:26,76, Stuttgart 1986 – 3:24,65), finalistka ME 1986 w biegu na 400 m ppł (5. miejsce – 54,74). Brązowa medalistka halowych mistrzostw Europy (1975) w sztafecie 4 × 2 okrążenia (2:49,5). Brązowa medalistka mistrzostw Europy juniorów (1973) w sztafecie 4 × 400 m (3:37,03). 2-krotnie reprezentowała Europę w zawodach Pucharu świata w biegu na 400 m ppł (1981 – 2. miejsce (56,20) i 1987). 3-krotnie stawała na podium Pucharu Europy w biegu na 400 m ppł (3. miejsca w 1981 – 57,21 i 1985 – 55,90, 2. miejsce w 1987 – 55,44). W tej konkurencji zajęła też 2. miejsce w cyklu mityngów Grand Prix IAAF (1985). Podczas Igrzysk Dobrej Woli w Moskwie (1986) była w biegu na 400 m piąta (51,52). 
W rankingu światowym Track & Field News zajmowała następujące lokaty: na 400 m – 8. (1986) oraz na 400 m ppł – 10. (1978), 2. (1981), 7. (1984), 4. (1985), 6. (1986), 7. (1987). Laureatka Złotych Kolców (1985). 4-krotna rekordzistka Polski na 400 m ppł (do 54,27 w 1986) i 2-krotna w sztafecie 4 × 400 m (do 3:24,65 w 1986). 15-krotna mistrzyni Polski na stadionie (400 m, 400 m ppł,4 × 400 m) i 2-krotna halowa mistrzyni Polski (400 m). Rekordy życiowe: 100 m – 11,64 (1984), 200 m – 22,90 (1985), 400 m – 50,70 (1986), 400 m ppł – 54,27 (1985).